# 屈尔舍沙尔德
屈尔舍沙尔德，是匈牙利佐洛州所辖的一个村，总面积1.52平方公里，总人口82，人口密度53.9人/平方公里（2010年1月1日）。